# Jacopo del Sellaio
Jacopo di Arcangelo (Firenze, 1441 circa – Firenze, 1493) è stato un pittore italiano.

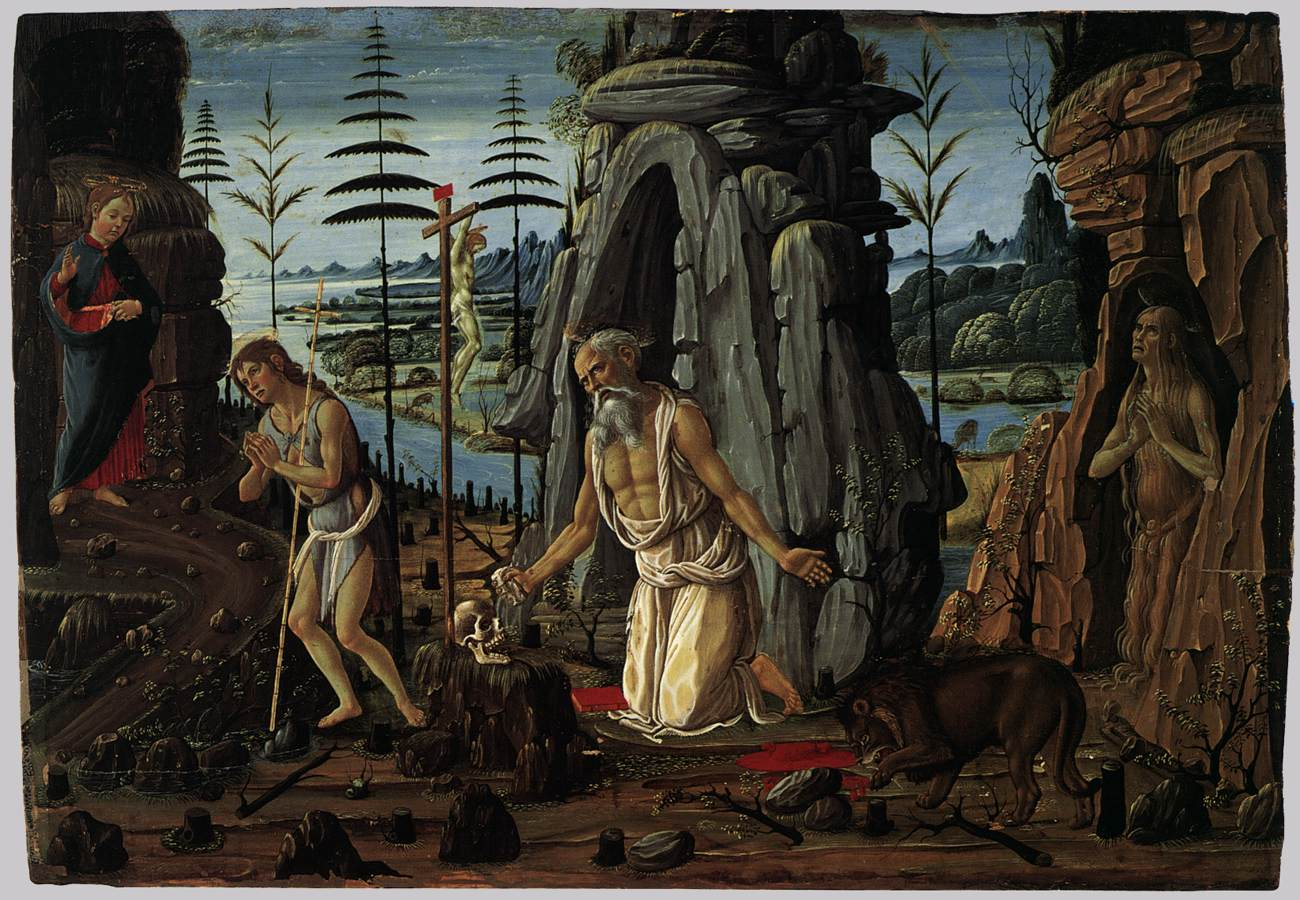
Santi Giovanni Battista, Girolamo e Maria Maddalena penitenti nel deserto, collezione privata

Venne detto Jacopo del Sellaio dal mestiere paterno e suo figlio Arcangelo fu a sua volta pittore.

## Biografia e opere
Ricordato da Vasari come allievo di Filippo Lippi, dopo gli inizi, suggestionati dall'opera del Verrocchio, come nel Compianto sul Cristo morto (Rotterdam), e nell'Annunciazione (datata 1472, a San Giovanni Valdarno, basilica di Santa Maria delle Grazie), Jacopo mostra di aver assimilato influssi botticelliani, già evidenti nell'Annunciazione del 1473 (Firenze, chiesa di Santa Lucia dei Magnoli).
Un decennio dopo Jacopo collabora con Botticelli e Bartolomeo di Giovanni alla serie di Nastagio degli Onesti (il primo e il secondo episodio a Madrid, Prado; il quarto a Firenze, collezione Pucci). La frequentazione dell'opera di Bartolomeo è ritenuta la ragione dell'apparire nella successiva produzione di Jacopo di influssi del Ghirlandaio (Pietà, 1483, Berlino; Crocifissione e santi, circa 1490, Firenze, San Frediano in Cestello). Assai vicina al Botticelli, anche nei moduli compositivi, è la serie delle Madonne adoranti il Bambino (Filadelfia, Johnson Collection; New York, Metropolitan Museum of Art; Fiesole, Museo Bandini).
Jacopo fu anche ripetutamente impegnato nella decorazione di cassoni e opere simili (Forziere di Ester e Assuero, Firenze, Uffizi; Riconciliazione tra Romani e Sabini, Philadelphia, Philadelphia Museum of Art).